# Pseudoeurycea conanti
Pseudoeurycea conanti är en groddjursart som beskrevs av Charles Mitchill Bogert 1967. Pseudoeurycea conanti ingår i släktet Pseudoeurycea och familjen lunglösa salamandrar. IUCN kategoriserar arten globalt som starkt hotad. Inga underarter finns listade i Catalogue of Life.